# Elfriede Kaiser-Nebgen
Elfriede Kaiser-Nebgen, geborene Nebgen (* 11. April 1890 in Hildesheim; † 22. Oktober 1983 in Berlin) war eine deutsche Sozialwissenschaftlerin und christliche Gewerkschaftsführerin. Sie war im Widerstand gegen den Nationalsozialismus tätig.

## Leben
Elfriede Nebgen wuchs in Hildesheim auf und besuchte dort die höhere Schule und anschließend ein Internat in Lausanne. Nach dem Abschluss begann sie eine Ausbildung zur Lehrerin am Lehrerinnen-Seminar der Ursulinen in Duderstadt. Als Lehrerin arbeitete sie anschließend in Posen an einer Schule für polnische Mädchen und übernahm dort auch zeitweise die Leitung. Im Ersten Weltkrieg musste sie in Straßburg und Metz kriegsbedingt soziale Arbeit ableisten. Dort lernte sie auch Adam Stegerwald, den Generalsekretär der christlichen Gewerkschaften, kennen und begann sich für christliche Gewerkschaftsarbeit zu interessieren. Dazu nahm sie 1916 ein Studium der Nationalökonomie an der Westfälischen Wilhelms-Universität in Münster auf, wo sie Jakob Kaiser kennenlernte, der zu diesem Zeitpunkt Landesgeschäftsführer der christlichen Gewerkschaften Westdeutschlands war. 1921 promovierte sie mit dem Thema Arbeit an der Synthese von Sozialismus und Katholizismus.
Im Herbst 1921 zog Nebgen nach Berlin und arbeitete als Referentin im Vorstand der christlichen Gewerkschaften. Sie schrieb unter anderem Artikel für das Zentralblatt der christlichen Gewerkschaften Deutschlands und die Zeitschrift Deutsche Arbeit und arbeitete in der gewerkschaftlichen Bildungsarbeit. Auf die Grundgestaltung der christlichen Gewerkschaftsarbeit nimmt sie zunehmend Einfluss. So formulierte sie 1923 und 1928 Die geistigen Grundlagen der christlich-nationalen Arbeiterbewegung, gründete und leitete den Zentralwohlfahrtsausschuß der christlichen Arbeiterbewegung (später: Christliche Arbeiterhilfe). Sie gab auch die Initiative zum Bau des später nach Adam Stegerwald benannten Tagungshauses in Königswinter. Mit dem Umzug nach Berlin begann auch eine „intensive geistig-politische Partnerschaft“ mit Jakob Kaiser. Mit ihm zusammen warb sie ab 1930 gegen eine Gefahr von rechts. Zwar hielten Nebgen und Kaiser eine Zusammenarbeit mit den Nationalsozialisten unter christlicher Einflussnahme für nicht ausgeschlossen, doch wehrten sie sich nach der Machtergreifung gegen eine Gleichschaltung der christlichen Gewerkschaften. Dabei entging Kaiser nur durch Initiative von Nebgen einer Verhaftung, nachdem er Robert Ley die Unterschrift unter ein Dokument verweigert hatte. Bereits vor der Zerschlagung der christlichen Gewerkschaften gingen die beiden auf Distanz zum Dachverband, der sich immer offener mit dem neuen Regime arrangierte.
Zusammen mit Jakob Kaiser ging sie in den Widerstand und knüpfte Kontakte zu den verschiedenen Widerstandsgruppen. Engagiert war sie im Goerdeler-Kreis. Nach dem Attentat vom 20. Juli 1944 rettete sie zusammen mit Mina Amann und Clara Sahlberg Jakob Kaiser. Sie organisierten ein Versteck bei Gertrud Droste in Babelsberg, in dem auch Elfriede Nebgen bis zum Kriegsende untertauchen konnte. Gemeinsam mit Kaiser blieb sie in der sowjetischen Besatzungszone und versuchte dort den Freien Deutschen Gewerkschaftsbund (FDGB) und die Christlich-Demokratische Union Deutschlands (CDUD) aufzubauen. 1947 verließen beide jedoch die sowjetische Zone, nachdem ihre Pläne gescheitert waren. Anschließend war sie für Jakob Kaiser auf dessen politischem Lebensweg in der Bundesrepublik tätig und engagierte sich in der Christlich-Demokratischen Arbeitnehmerschaft (CDA).
Nach dem Tod von Kaisers erster Frau ehelichte sie ihren langjährigen Weggefährten 1953. Bis zu seinem Tode 1961 pflegte sie ihren Ehemann. 1967 veröffentlichte sie eine biografische Arbeit über ihren Ehemann. Sie selbst starb am 22. Oktober 1983 in Berlin.

## Werke (Auswahl)
- Arbeit an der Synthese von Sozialismus und Katholizismus. Münster: Hochschulschrift. Dissertation. 1921.
- Geistige Grundlagen der christlichen Arbeiterbewegung. Berlin-Wilmersdorf: Christlicher Gewerkschaftsverlag 1923 (Erweiterte Neuauflage 1928).
- Überwindung der Arbeitslosennot in christlicher Standesgemeinschaft. Berlin-Wilmersdorf: Christliche Arbeitshilfe e. V. 1932.
- Jakob Kaiser. Der Widerstandskämpfer. Stuttgart: Kohlhammer 1967.
- Jakob Kaiser. Bundesminister für Gesamtdeutsche Fragen 1949–1957. Zusammen mit Werner Conze und Erich Kosthorst. Stuttgart, Berlin, Köln, Mainz: Kohlhammer 1972.